# Mohamed Bawa
Mohamed Fathi Bawa, född 20 juli 2004, är en svensk fotbollsspelare som representerar FC Trollhättan, på lån från Gais.

## Biografi
Bawas moderklubb är Solväders FC från Biskopsgården på Hisingen. Han kom 2020 till Gais ungdomsverksamhet, och gick 2021 vidare till BK Häcken, där han spelade 8 matcher i P17-allsvenskan 2021 innan han gick tillbaka till Gais året därpå. Han tävlingsdebuterade för Gais A-lag redan sommaren 2022, då han blev inbytt i 67:e minuten när ett B-betonat Gais slog Lindome GIF i Svenska cupens första omgång. Även sommaren 2023 fick han chansen i A-laget i Svenska cupen, denna gång i en match mot Hässleholms IF. Efter två år i Gais U19-lag, där han under 2023 regelbundet tränade med A-laget, flyttades han upp i A-truppen på ett lärlingsavtal över tre år. Bawa spelade i samtliga tre gruppspelsmatcher i Svenska cupen under försäsongen 2024, men fick sedan ingen speltid i Allsvenskan under våren, och i juli lånades han ut till Norrby IF i Ettan södra genom ett samarbetsavtal som innebar att han kunde representera båda klubbarna.
I maj 2025 lånades Bawa ut till Östersunds FK via ett samarbetsavtal. Efter begränsat med speltid även i Superettanklubben lånades han i slutet av juli samma år i stället ut till Ettan Södra-klubben FC Trollhättan.